# Álboltív

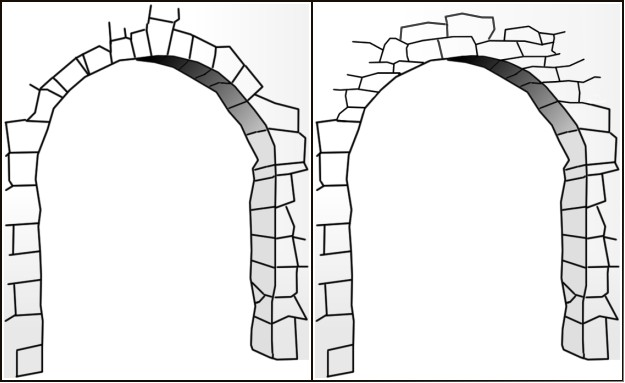
Valódi (balra) és álboltív (jobbra) szerkezeti összehasonlítása

Az álboltív épületszerkezeti elem, amely az ívelt felületű boltívek formai megoldásait idézi, de azok statikai és teherhordó funkciói nélkül. Voltaképpen a vízszintesen elrendezett kő- és téglasorokba vágott vagy a falazóelemek lépcsőzetes eltolásával kialakított nyílásáthidaló elem (kapu, ajtó, ablak, fülke stb. záróeleme). A valódi boltívek erőjátékával szemben állékonyságát az biztosítja, hogy az áthidalt falazat az álboltív két oldalán egymással szembefordított, az alátámasztáson túl is terhelt konzolként viselkedik. A nyíláskiváltások esetében használt álboltív technikájával térlefedő, térelhatároló elemek is kialakíthatóak, ezek az álboltozatok. A technika az ókor óta világszerte ismert és széles körben alkalmazott. Legszebb korai példái a mükénéi kor építészetéhez kötődnek (Tirünsz, Atreusz kincsesháza stb.).

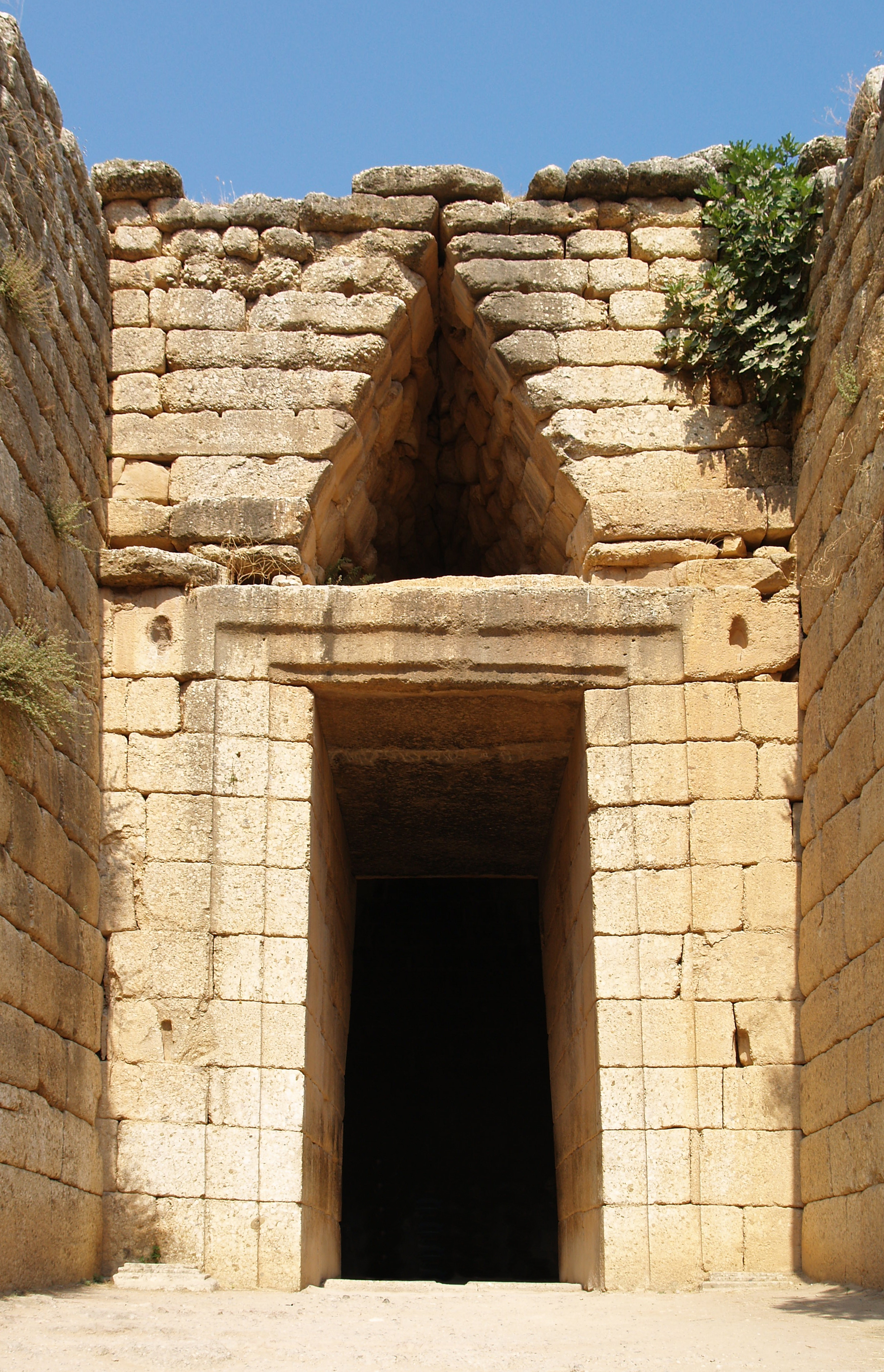
Atreusz kincsesházának részlete (Mükéné, Görögország, i. e. 13. század)
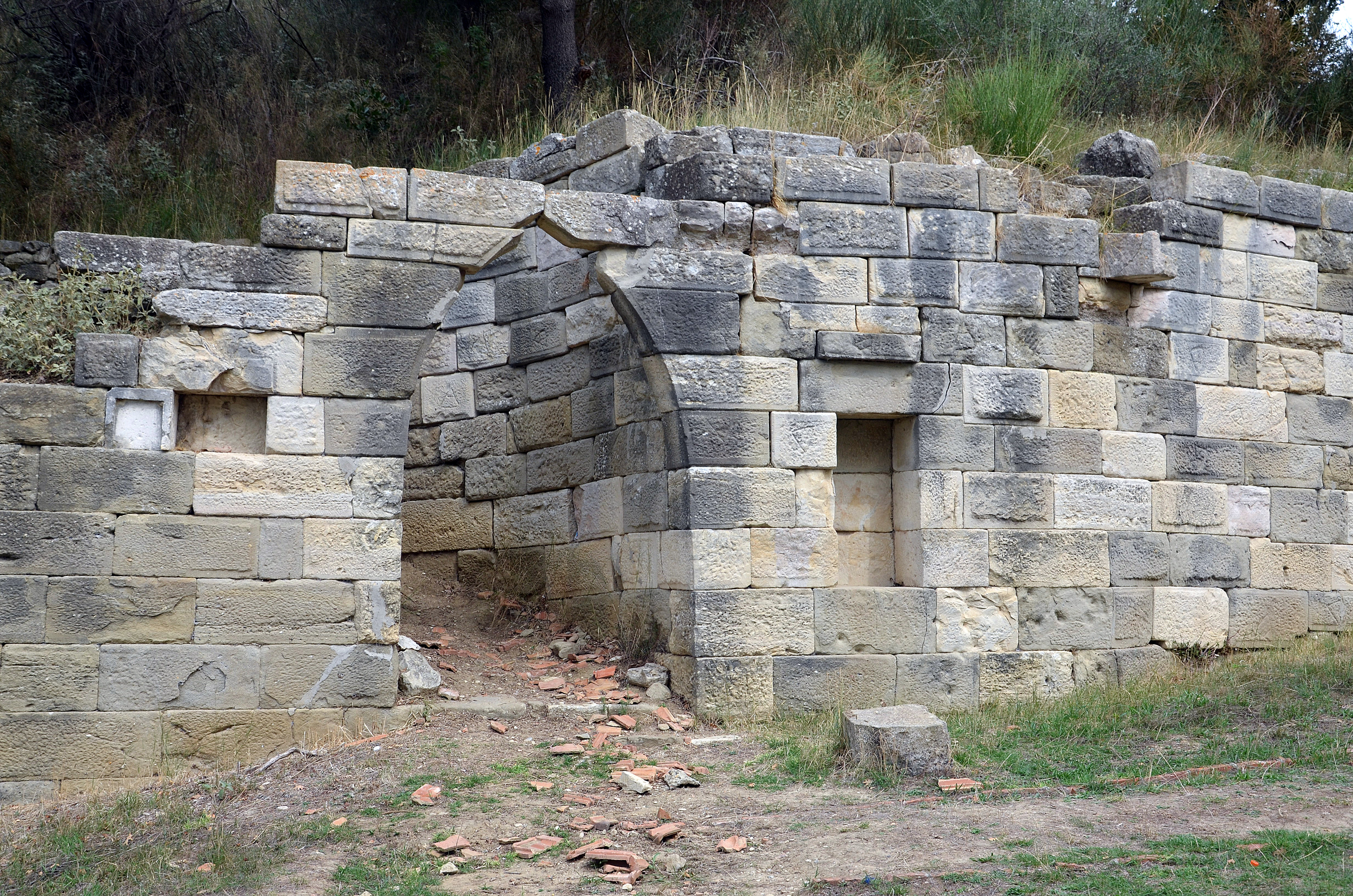
Az apollóniai temenoszfal kapuja (Pojan, Albánia, i. e. 4. század)
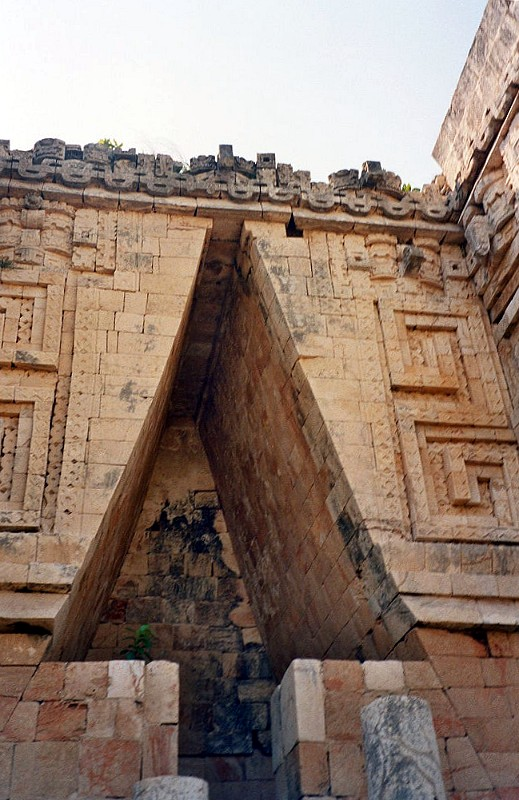
Az uxmali maja kormányzói palota részlete (Mexikó, 8–10. század)
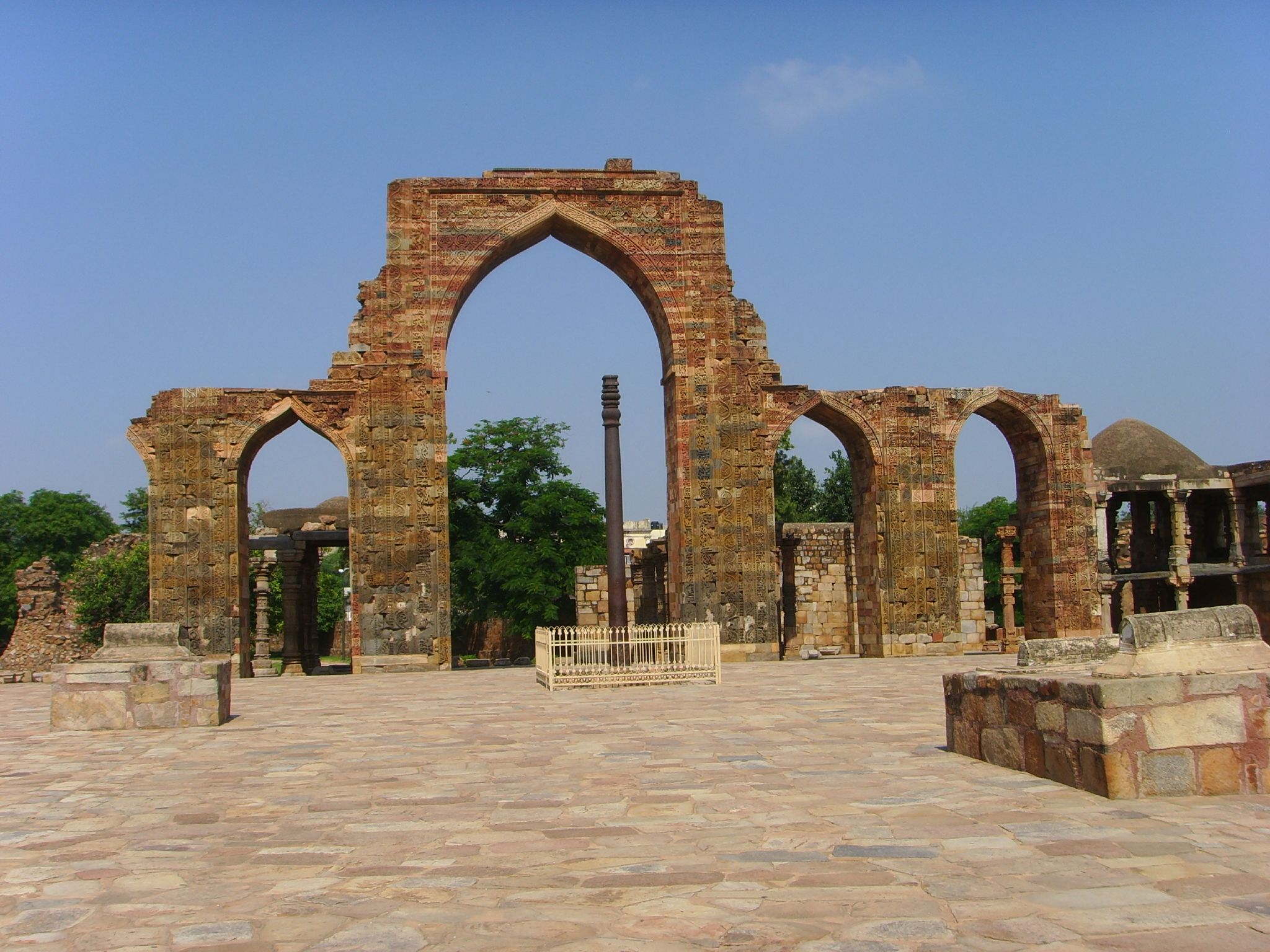
A kutubi mecset (Delhi, India, 12. század)